# Luleå
Luleå là một thành phố ở bờ biển phía bắc Thụy Điển. Thành phố ngày là thủ phủ Khu tự quản Luleå và hạt Norrbotten. dân số năm 2010 là 46.000 người. Khu vực này đã là một bến cảng quan trọng từ thế kỷ 13-15. Thị xã đã được cấp hiến chương hoàng gia bởi Gustavus Adolphus của Thụy Điển năm 1621.